# Джемал Джонсън
Джемал Пиер Джонсън е американски футболист, който играе за българския клуб ПФК Локомотив (София).

## Детство
Въпреки че е роден в САЩ, семейството на Джонсън се премества в Макълсфийлд, Англия, когато той е на пет години. Първоначално играе в юношеските гарнитури на Манчестър Юнайтед, но по-късно Джонсън се включва в академията на Блекбърн Роувърс, когато е на шестнадесет години.

## Спортна биография
Започва кариерата си в Премиършип с екипа на Блекбърн Роувърс, изиграва няколко мача за клуба в периода 2004-2006 г., скоро след като завършва клубната академия на отбора.
След като престоява един сезон в Уулвърхемптън Уондърърс, той се присъединява към клуба Милтън Кийнс Донс през лятото на 2007.
Освен тези три клуба, той играе под наем за Престън Норт Енд, Дарлингтън, Лийдс Юнайтед, Стокпорт Каунти и Порт Вейл.

## Локомотив (София)
През 2011 г. той подписва с елитния български клуб Локомотив (София). На 28 февруари 2011 г. Джонсън прави своя дебют за железничарите, при домакинската победа с 2:0 над ПФК Монтана (Монтана).